# 食用昆蟲

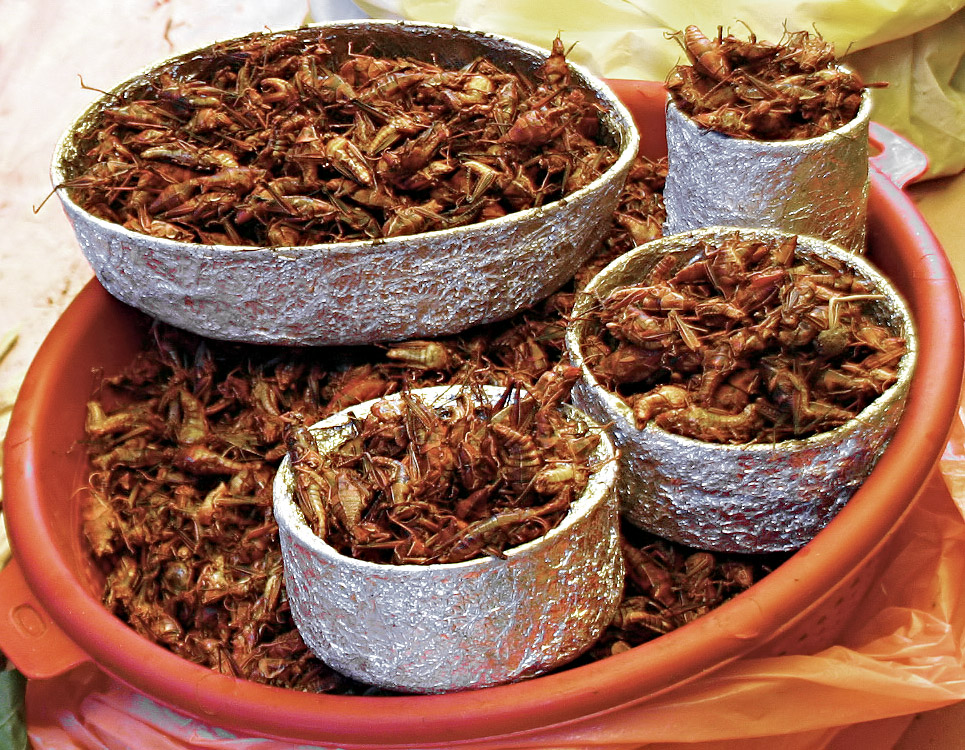
墨西哥烘蟋蟀。

食用昆蟲當動詞是指以昆蟲當作食物，當名詞則指人類可以吃的昆蟲。蟲卵、幼蟲、蛹、成蟲自史前時代到今日都被人當作營養來源。昆蟲在營養價值、飼養難易、成本、對環境的衝擊上被認為是解決糧食問題、環境汙染與全球暖化的最佳食物。
根據聯合國糧食及農業組織报告，全世界有20億人口食用昆蟲。
雖然嚴格來說蜘蛛、蜈蚣、蠍子等其餘陸生節肢動物不算昆蟲，但也常列入食用昆蟲一起討論，例如炸蜘蛛。

## 歷史
科學家相信人類的雜食性祖先會大量食用昆蟲。許多靈長目動物都是食蟲動物，包括與人類最接近的幾種猩猩或多或少也都會吃昆蟲。在美洲洞穴中發現的古代人糞化石中也有許多昆蟲和其他節肢動物的殘骸 。在西班牙北部的洞穴中據今1~3萬年的壁畫裡出現了許多種食用昆蟲和蜂窩。在中國山西，西元前2000~2500年的遺跡中則出現被挖了洞的蠶繭，顯示裡面的蛹可能被吃了。比起其他農業，現代各地文化中採集和食用昆蟲方式並未隨時間發生多大的轉變。

## 各地文化

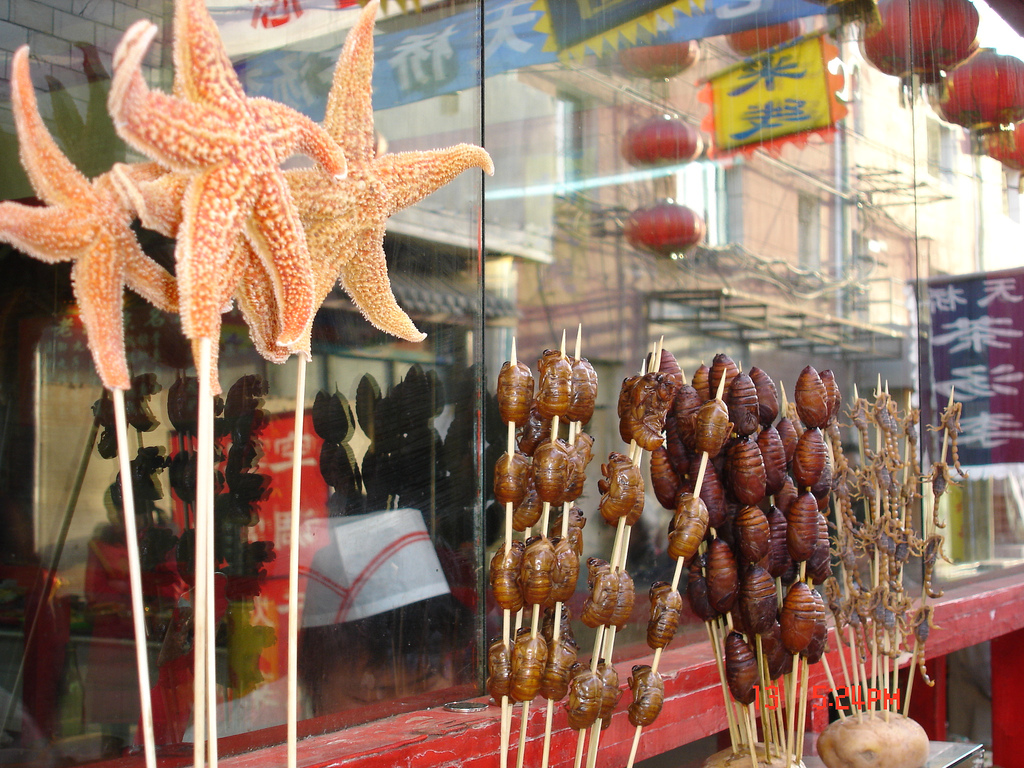
北京街頭販賣的海星、幼蟬、蠶蛹和蠍子串。

綜觀全世界，有130個國家、三千個民族有食用昆蟲的傳統。人類學家馬文·哈里斯猜測各地文化是否會食用昆蟲，主要取決於當地是否有大量且容易取得的昆蟲可以作為蛋白質，還是有比較多大型動物。除了直接食用，許多地方也拿昆蟲泡酒，包括中國的泡藥酒和墨西哥的梅斯卡爾酒。
在哥倫比亞和巴西的東北會食用南美切葉蟻；在非洲南部，Gonimbrasia belina皇蛾的毛蟲是重要的蛋白質來源；在澳大利亞，原住民從相思樹屬的根部取得許多通稱為 witchetty grub 的幼蟲作為食物；在阿拉斯加，因紐皮雅特人的傳統食物包括寄生在馴鹿皮膚底下的Hypoderma tarandi幼蟲；在印度東北，定期大爆發的Udonga montana椿象也作為食物；墨西哥的伊達爾戈州因為大量採集昆蟲作為食物，甚至造當地的昆蟲族群下滑

### 東方
中國有養蠶取絲的傳統，其副產品蠶蛹用作食物有悠久的歷史。在雲南等地會食用虎頭蜂的幼蟲和蛹，可以和竹筍等蔬菜一起炒或煮湯。中國人食用的另一種昆蟲是竹蟲（Omphisa fuscidentalis）。
東南亞許多民族會食用各種昆蟲。在爪哇和加里曼丹把蚱蜢和蟋蟀上漿後用棕櫚油炸，當作零食。東爪哇的外南夢用帶有幼蟲的蜂窩加上椰肉和香料，包入香蕉葉蒸熟，稱為 botok tawon。 加里曼丹、摩鹿加群島和新幾內亞的居民會食用寄生在棕櫚樹裡的Rhynchophorus vulneratus幼蟲，可以生吃或烤熟，許多人視為美食。在泰國，尤其是北部，傳統市場裡通常會有攤位販賣炸過的蟋蟀、蚱蜢、蜂子、蠶、螞蟻卵和白蟻

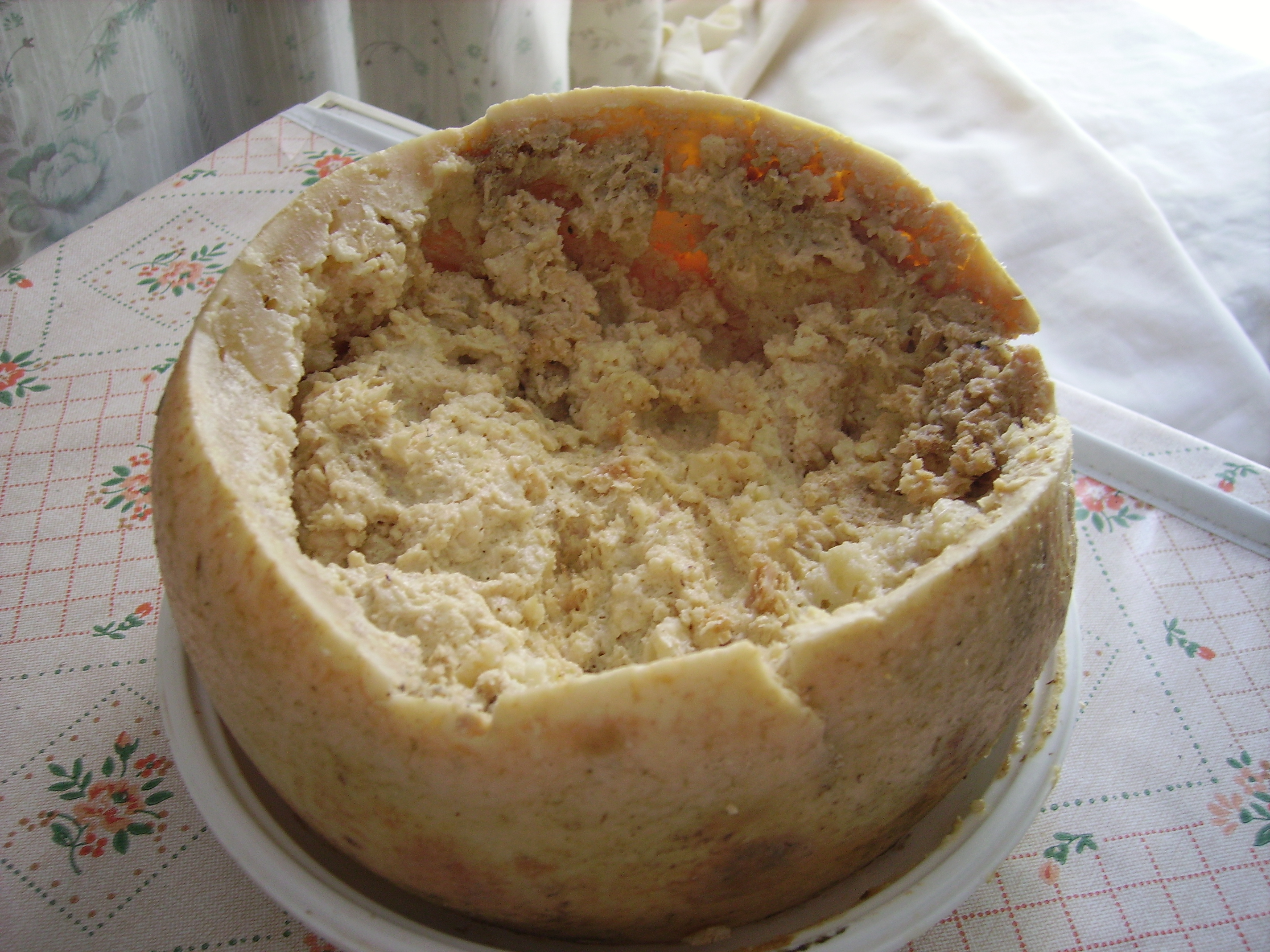
卡蘇馬蘇是西方文化中少數的食用昆蟲案例。

### 西方
根據《利未記》中上帝給的誡律，大部份的昆蟲是不乾淨的，只有幾種蝗蟲是上帝特別說可以吃的，各地的猶太教和伊斯蘭教教派對於哪些蝗蟲可食有不同的解讀，有些教派完全禁食蝗蟲，而其他昆蟲基本上全都屬於禁忌。由於《新約》的一些內容，大多數的基督教信徒並不適用利未記中的誡律。
西歐文化雖然會利用昆蟲的副產品蜂蜜和胭脂紅，而且也會食用甲殼類，但一直到21世記以前都很少食用昆蟲，視之為文化禁忌，認為昆蟲不乾淨，會傳染疾病；西方電影和實境節目中也不時出現用食用昆蟲來驚嚇觀眾的場景。少數的例外是薩丁尼亞的傳統食物卡蘇馬蘇，是一種生蛆的乳酪，以及一直到20世紀前半曾在德國和法國流行的食根蟲（Melolontha）湯。
美洲原住民有着食用昆虫的传统，在美国部分地区和墨西哥都可以见到当地人保留了这个传统并举办活动。
在21世記初有些西方的餐廳和超市開始供應昆蟲作為新興食物，並有人開始養殖蟋蟀等昆蟲作為食物。新聞曾報導影星安潔莉娜·裘莉烹煮並食用蜘蛛和蝎子等節肢動物，但目前這只是少數人，而且他也不是經常食用這些食物。墨西哥的炸蚱蜢在2017年傳到西雅圖的T-Mobile球場，是很受歡迎的零食。但有些學者認為要將食用昆蟲大規模引入西方文化不太可能。因為大多數消費者仍不習慣食用昆蟲，食品業者常把昆蟲加工讓外觀看不出來。例如把蟋蟀或麵包蟲磨成粉，混進麵粉中補充營養，做成肉堡、義大利麵、麵包或零食。

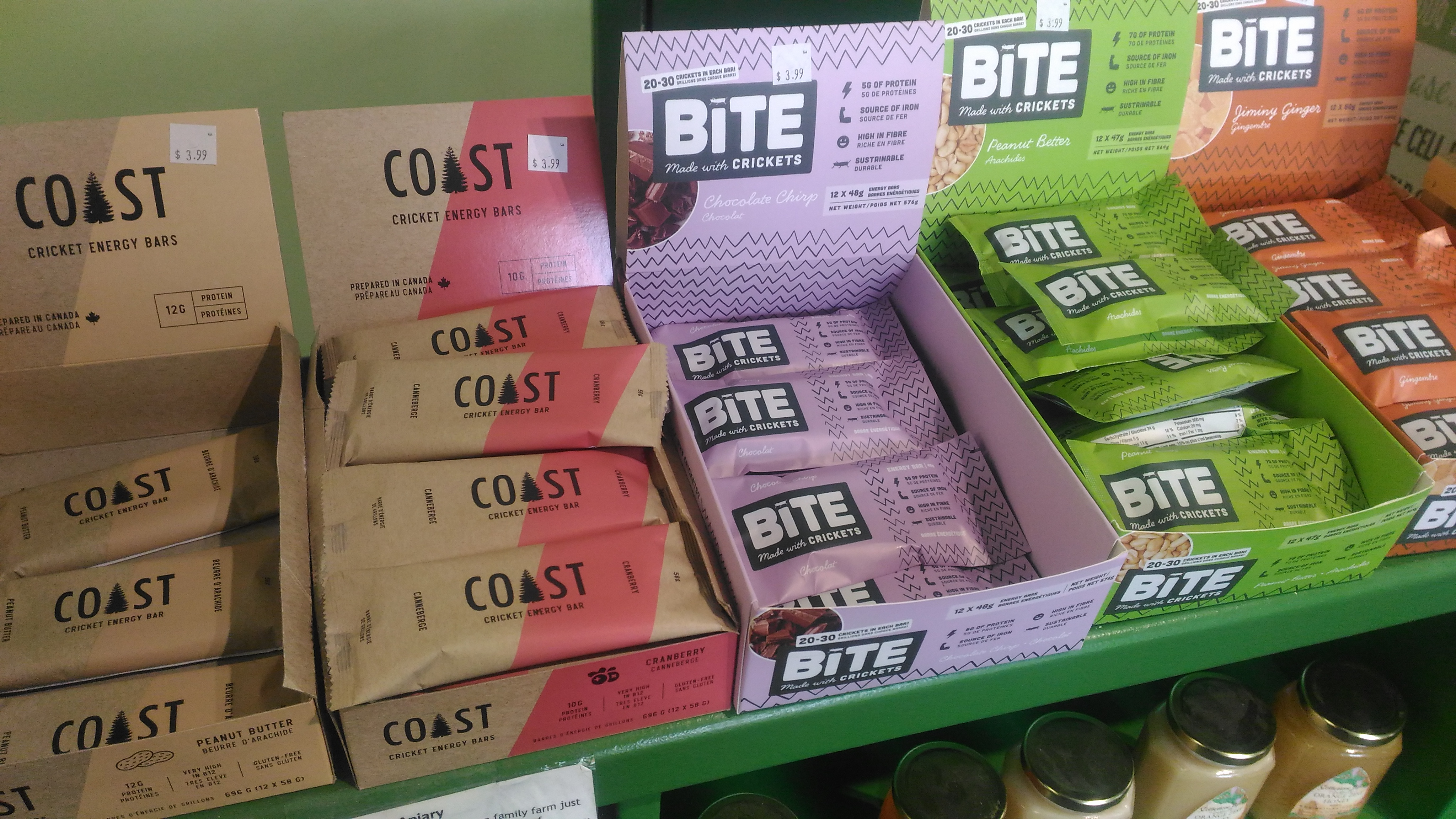
蟋蟀堅果棒
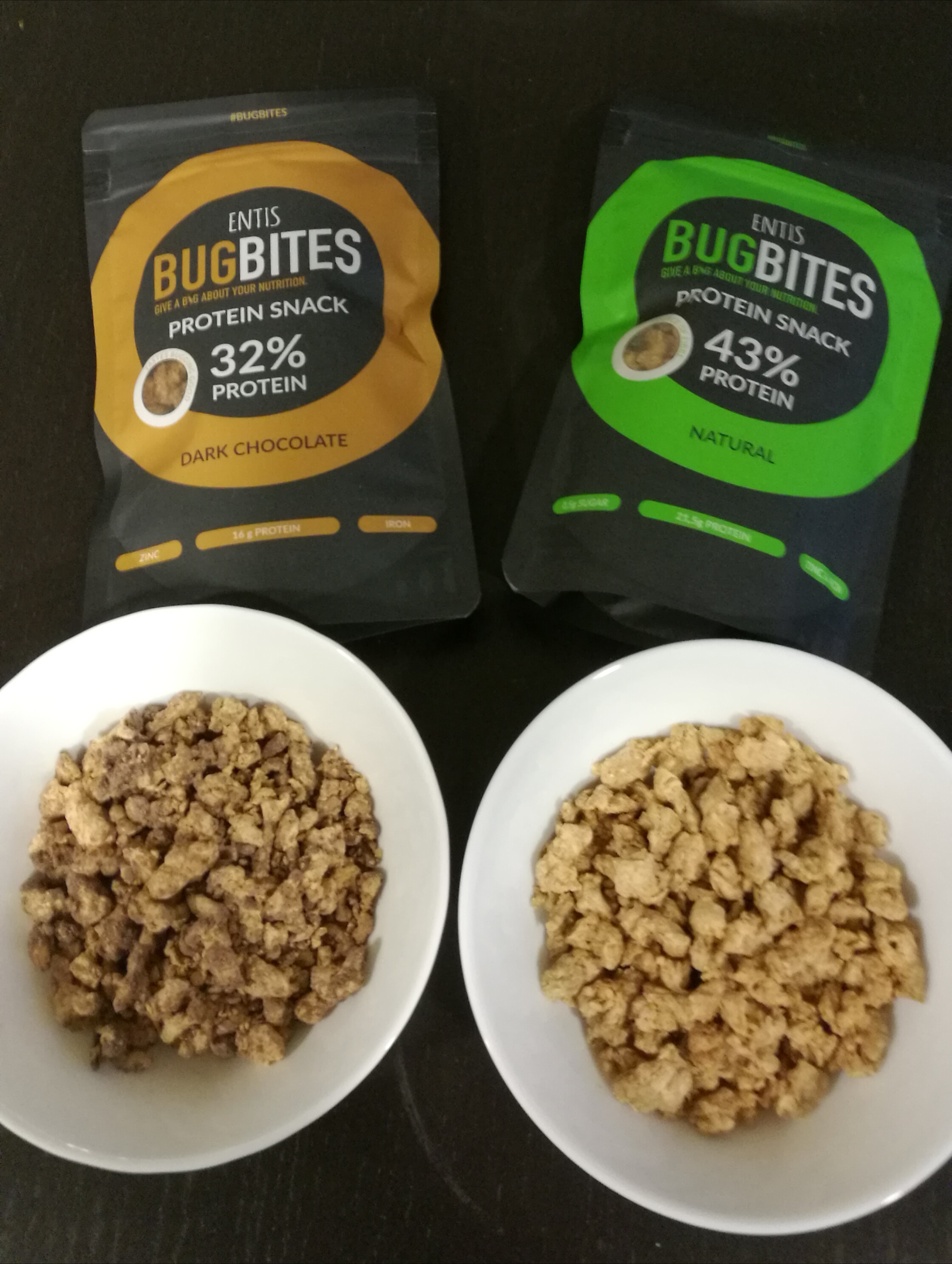
蟋蟀零食

## 種類
超過100萬種的昆蟲中，有大約2000種可供人類食用。比较出名的有：源於繅絲業的蠶蛹、中國和墨西哥的炸草蜢、日本、韓國、泰國、柬埔寨的油炸昆蟲、中非的毛蟲、南非的蝗蟲、茅利塔尼亞至巴基斯坦一帶的食用沙漠蝗蟲，還有澳洲的飛蛾和吉丁蟲料理等。
| 生物分類 | 俗名                 | 已知可食物種數 | 食用人口比例 |
| -------- | -------------------- | -------------- | ------------ |
| 鞘翅目   | 甲蟲、金龜子、雞母蟲 | 344種          | 31%          |
| 鱗翅目   | 蝴蝶、蛾、毛毛蟲、蠶 | 235種          | 18%          |
| 膜翅目   | 蜂、螞蟻             | 313種          | 14%          |
| 直翅目   | 蚱蜢、蝗蟲、蟋蟀     | 239種          | 13%          |
| 半翅目   | 蟬                   | 不明           | 10%          |
| 蜚蠊目   | 白蟻、蟑螂           | 39種           | 不明         |
| 蜻蛉目   | 蜻蜓、豆娘、水蠆     | 20種           | 不明         |
| 雙翅目   | 蚊、蠅、孑孓         | 不明           | 不明         |

### 養殖
許多地方會養蠶和蜜蜂，但主要目的是取蠶絲和蜂蜜，不一定會食用蠶蛹或蜂子。在西方市場主要養殖的食用昆蟲有四種：家蟋蟀（Acheta domesticus）、飛蝗、麵包蟲和外米擬步行蟲（Alphitobius diaperinus）。

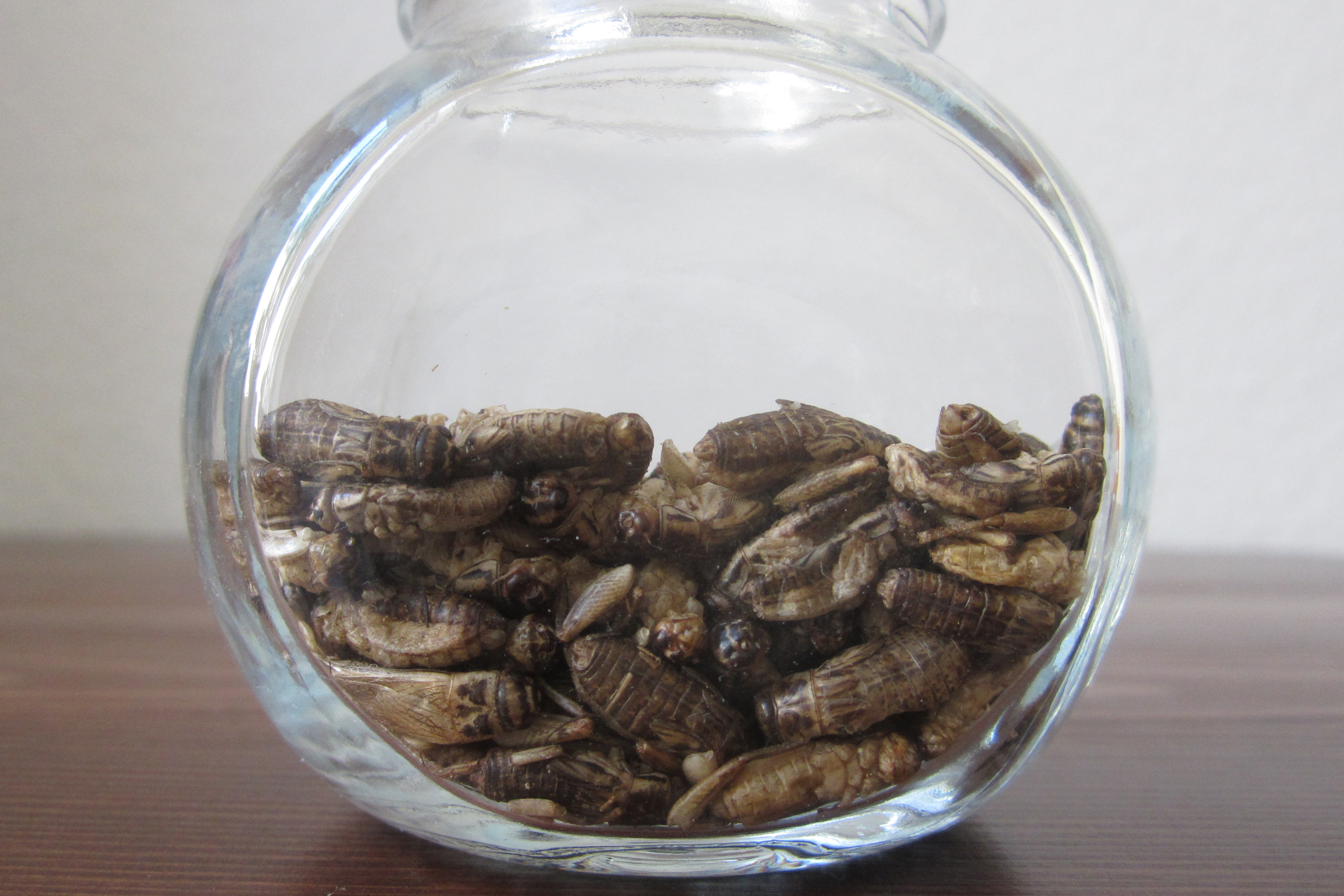
冷凍乾燥的家蟋蟀
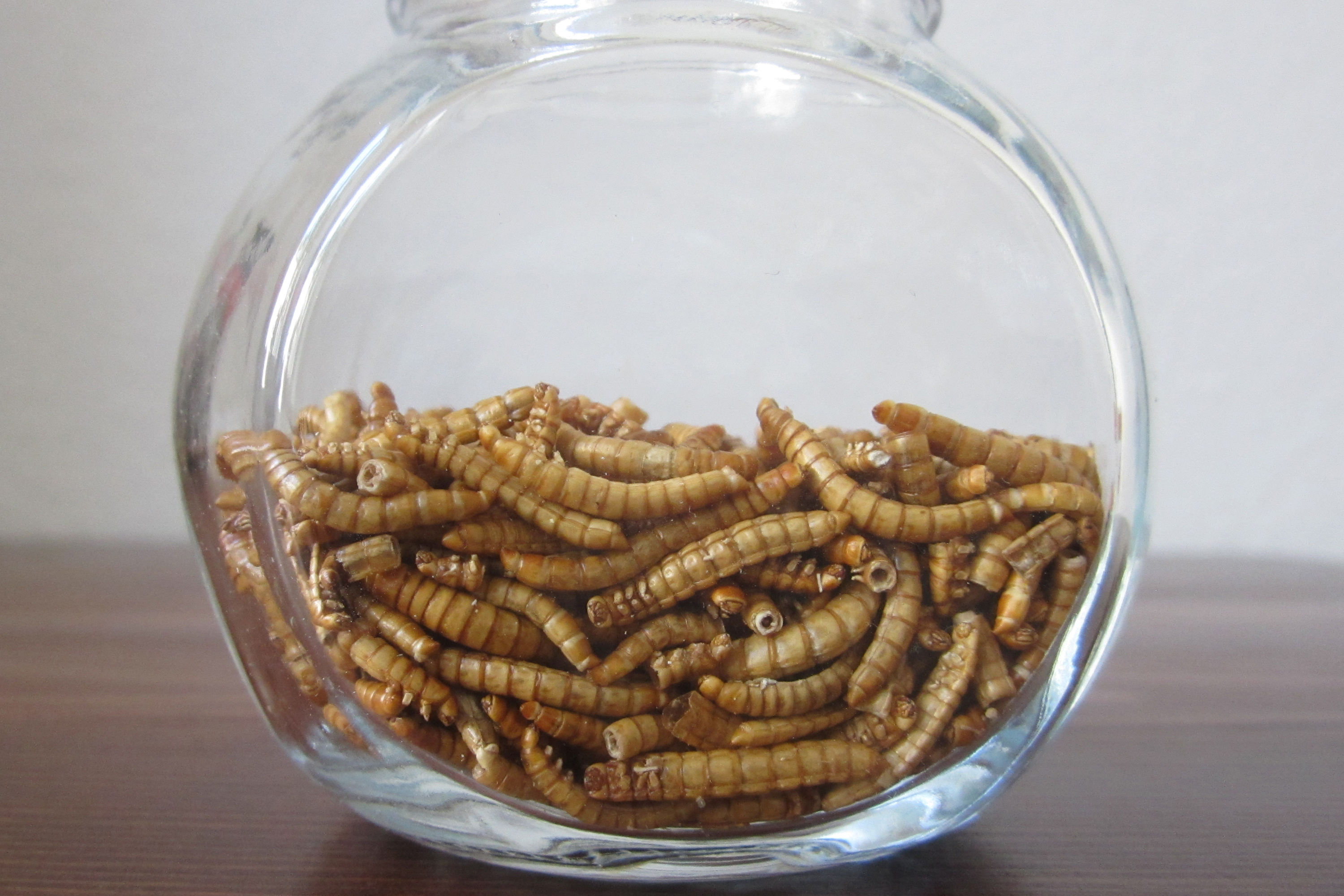
麵包蟲
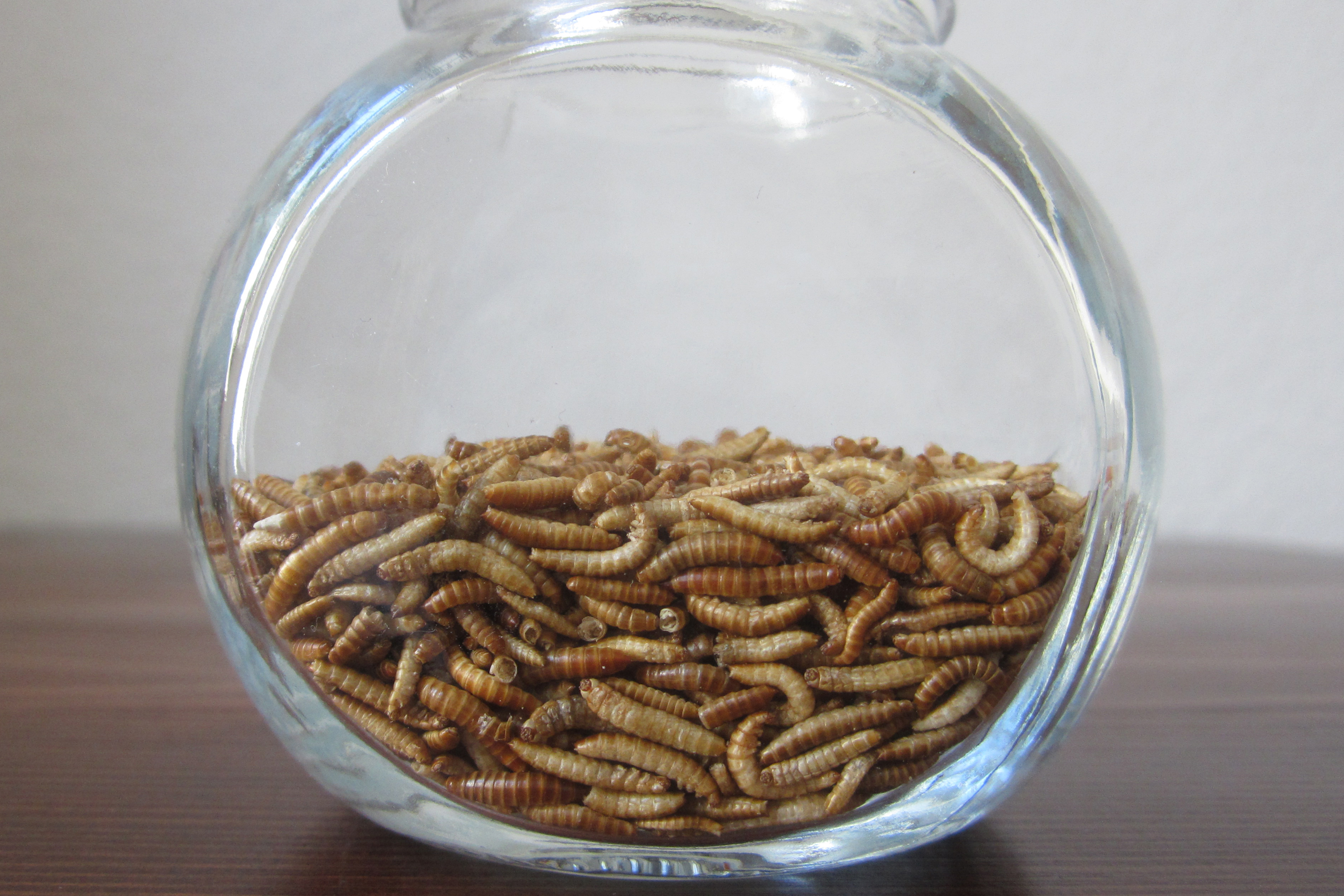
外米擬步行蟲的幼蟲

## 營養價值

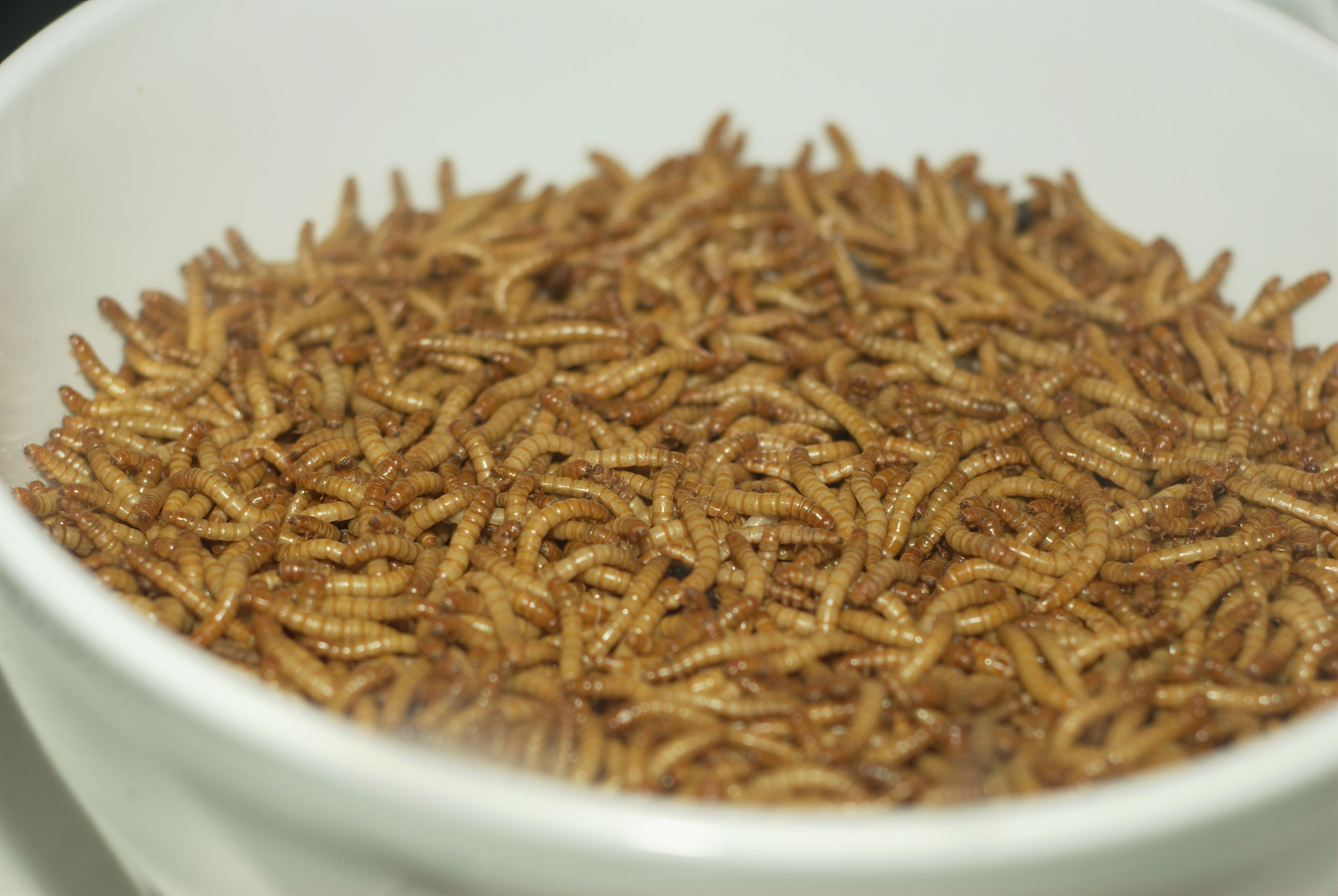
一碗黄粉虫

比起其他動物，昆蟲的營養價值很高，含有完全蛋白質而且含量很高，跟大豆不相上下。昆蟲也富含膳食纖維和不飽和脂肪、以及一些維生素和微量元素。
| 每100克所量營養         | 麵包蟲   | 外米擬步行蟲(Alphitobius diaperinus) | 家蟋蟀（Acheta domesticus） | 飛蝗        |
| ----------------------- | -------- | ------------------------------------ | --------------------------- | ----------- |
| 熱量（大卡）            | 550      | 484                                  | 458                         | 559         |
| 總脂防（克） - 飽和脂防 | 37.2 - 9 | 24.7 - 8                             | 18.5 - 7                    | 38.1 - 13.1 |
| 碳水化合物（克） - 醣類 | 5.4 - 0  | 6.7 - 0                              | 0 - 0                       | 1.1 - 0     |
| 蛋白質（克）            | 45.1     | 56.2                                 | 69.1                        | 48.2        |
| 鹽（克）                | 0.37     | 0.38                                 | 1.03                        | 0.43        |

| 营养成分（每100克中含量） | 蛋白质[g] | 钙[mg] | 铁[mg] |
| ------------------------- | --------- | ------ | ------ |
| 毛毛虫                    | 28.2      | -      | 35.5   |
| 螳螂                      | 20.6      | 35.2   | 5      |
| 蜣螂                      | 17.2      | 30.9   | 7.7    |
| 牛肉末                    | 27.4      | -      | 3.5    |

### 中藥
《神農本草經》、《本草綱目》等中藥典籍中有許多昆蟲或其產物入藥，例舉如下：
- 整隻昆蟲：土鱉蟲、蠹魚、龍蝨、蠍子、斑蝥、蜈蚣
- 感染真菌而死亡的昆蟲：僵蠶、冬蟲夏草
- 蟲的蛻皮：蟬蛻
- 蟲癭：沒食子、五倍子
- 蟲卵：山蟻子、桑螵蛸（螳螂卵囊）
- 蟲糞：蠶沙、游蟲珠（蟑螂糞）
- 其他分泌物：蜂蜜、蜂蠟、蟲白蠟、蟲膠

## 环保
聯合國農糧組織公佈的報告《可食昆蟲》（Edible Insects）指出，昆蟲是天然的食物來源，平均只需2公斤的飼料便可生產1公斤的昆蟲肉。養牛則不同，需要8公斤的飼料才能產出1公斤的牛肉。此外，昆蟲排放的甲烷、氨、導致氣候變暖的溫室氣體以及糞便等所有這些污染環境的物質數量很少。

## 外部連結
- 土鼈蟲 中藥材圖像數據庫 (香港浸會大學中醫藥學院) （中文）（英文）
- 全蠍 中藥材圖像數據庫 (香港浸會大學中醫藥學院) （中文）（英文）
- 斑蝥 中藥材圖像數據庫 (香港浸會大學中醫藥學院) （中文）（英文）
- 蜈蚣 中藥材圖像數據庫 (香港浸會大學中醫藥學院) （中文）（英文）
- 僵蠶 中藥材圖像數據庫 (香港浸會大學中醫藥學院) （中文）（英文）
- 冬蟲夏草 中藥材圖像數據庫 (香港浸會大學中醫藥學院) （中文）（英文）
- 蟬蛻 中藥材圖像數據庫 (香港浸會大學中醫藥學院) （中文）（英文）
- 五倍子 中藥材圖像數據庫 (香港浸會大學中醫藥學院) （中文）（英文）
- 桑螵蛸 中藥材圖像數據庫 (香港浸會大學中醫藥學院) （中文）（英文）
- 蟲白蠟 中藥材圖像數據庫 (香港浸會大學中醫藥學院) （中文）（英文）
- 鱉甲煎丸 （页面存档备份，存于） 中藥方劑圖像數據庫 (香港浸會大學中醫藥學院) （中文）（英文）
- 桑螵蛸散 （页面存档备份，存于） 中藥方劑圖像數據庫 (香港浸會大學中醫藥學院) （中文）（英文）
- 牽正散 （页面存档备份，存于） 中藥方劑圖像數據庫 (香港浸會大學中醫藥學院) （中文）（英文）
- 土鱉蟲 Tu Bie Chong （页面存档备份，存于） 中藥標本數據庫 (香港浸會大學中醫藥學院) （繁體中文）（英文）
- 全蠍 （页面存档备份，存于） 中藥標本數據庫 (香港浸會大學中醫藥學院) （繁體中文）（英文）
- 斑蝥 （页面存档备份，存于） 中藥標本數據庫 (香港浸會大學中醫藥學院) （繁體中文）（英文）
- 蜈蚣 （页面存档备份，存于） 中藥標本數據庫 (香港浸會大學中醫藥學院) （繁體中文）（英文）
- 僵蠶 （页面存档备份，存于） 中藥標本數據庫 (香港浸會大學中醫藥學院) （繁體中文）（英文）
- 冬蟲夏草 （页面存档备份，存于） 中藥標本數據庫 (香港浸會大學中醫藥學院) （繁體中文）（英文）
- 蟬蛻 （页面存档备份，存于） 中藥標本數據庫 (香港浸會大學中醫藥學院) （繁體中文）（英文）
- 五倍子 （页面存档备份，存于） 中藥標本數據庫 (香港浸會大學中醫藥學院) （繁體中文）（英文）
- 蟲白蠟 （页面存档备份，存于） 中藥標本數據庫 (香港浸會大學中醫藥學院) （繁體中文）（英文）